# 保罗·雷诺
保羅·雷諾（法語：Paul Reynaud，法語：[pɔl ʁɛno]；1878年10月15日—1966年9月21日）是一名法國政治人物和律師，因其對經濟自由主義的立場和對德國的激進反對而知名。
雷諾反對1938年9月的慕尼黑協定，當時法國和英國在希特勒關於瓜分捷克斯洛伐克的建議面前讓步 。第二次世界大戰爆發後，雷諾於1940年3月成為第三共和國的倒數第二任總理。他也是民主共和聯盟中右翼政黨的副主席。雷諾在1940年5月和6月德國擊敗法國期間擔任總理；他堅持拒絕支持與德國停戰，在1940年6月擔任總理時，他試圖在第二次世界大戰中挽救法國免遭德國占領，但未獲成功，並於6月16日辭職。在試圖逃離法國未果後，他被菲利普·貝當的政府逮捕。1942年，他向德國人投降，被囚禁在德國和後來的奧地利，直到1945年的伊特爾堡之戰中獲得解放。在這次戰役中，被奧地利抵抗組織宣佈為英雄的德國少校約瑟夫·甘格爾為救雷諾而挨了狙擊手的子彈 。甘格尔少校是这场战役中唯一阵亡的人。
1946年，他當選為眾議院議員，再次成為法國政壇中的一個重要人物，曾擔任過幾個內閣職位。他贊成建立歐羅巴合眾國，並參與第五共和國憲法的起草工作，但在1962年因與戴高樂總統在選舉制度的修改上發生分歧而辭去政府職務。

## 延伸閱讀
- Connors, Joseph David. "Paul Reynaud and French national defense, 1933-1939." (PhD Loyola University of Chicago, 1977). online （页面存档备份，存于）  Bibliography, pp 265–83.
- de Konkoly Thege, Michel Marie. "Paul Reynaud and the Reform of France's Economic, Military and Diplomatic Policies of the 1930s." (Graduate Liberal Studies Works (MALS/MPhil). Paper 6, 2015). online （页面存档备份，存于）, bibliography pp 171–76.
- Nord,	Philip.	France 1940: Defending the Republic (Yale UP, 2015).

## 外部連結
- World at war biography （页面存档备份，存于）
- Spartacus biography(Trotskyite)
- （法語） 1939–45.org biography
- 在Find a Grave上的保罗·雷诺
- Paul Reynaud. . The Winnipeg Tribune (Winnipeg, Manitoba, Canada). 11 Aug 1945: 2  [22 November 2016]. （原始内容存档于2019-12-23） –Newspapers.com.
- 有关保罗·雷诺在德国经济学中央图书馆（ZBW）20世纪新闻档案中的剪报。

| 官衔                   | 官衔                                                    | 官衔                      |
| ---------------------- | ------------------------------------------------------- | ------------------------- |
| 前任： 查爾斯·杜蒙     | 法國財政部長 1930年                                     | 繼任： 路易斯·日耳曼-馬丁 |
| 前任： 特奧多爾·斯梯格 | 法國殖民部長 1931年－1932年                             | 繼任： 路易斯·德·查普特蘭 |
| 前任： 盧西恩·休伯特   | 法國副總理 1932年                                       | 繼任： 阿爾伯特·達利米耶  |
| 前任： 萊昂·貝拉德     | 法國司法部長 1932年                                     | 繼任： 勒內·雷努          |
| 前任： 馬克·盧卡特     | 法國司法部長 1938年                                     | 繼任： 保羅·馬爾尚多      |
| 前任： 保羅·馬爾尚多   | 法國財政部長 1938年－1940年                             | 繼任： 呂西安·拉穆勒      |
| 前任： 愛德華·達拉第   | 法國總理 1940年                                         | 繼任： 菲利普·貝當        |
| 前任： 愛德華·達拉第   | 法國外交部長 1940年                                     | 繼任： 愛德華·達拉第      |
| 前任： 愛德華·達拉第   | 法國國防和戰爭部長 1940年                               | 繼任： 馬克西姆·魏剛      |
| 前任： 愛德華·達拉第   | 法國外交部長 1940年                                     | 繼任： 菲利普·貝當        |
| 前任： 勒內·梅耶       | 法國經濟和財政部長 1948年                               | 繼任： 克里斯蒂安·皮諾    |
| 前任： –               | 負責與夥伴國家 及遠東關係部長 1950年                    | 繼任： 尚·利托諾          |
| 前任： 亨利·克耶       | 法國副總理 與亨利·克耶及皮埃爾-亨利·泰根 1953年－1954年 | 繼任： 居伊·摩勒          |